# ملفين توربين
ملفين توربين (بالإنجليزية: Melvin Turpin)‏ مواليد 28 ديسمبر 1960 في ليكسينغتون - الوفاة 08 يوليو 2010، كان لاعب كرة سلة أمريكي. بدأ مسيرته الاحترافية في سنة 1984. تم اختياره من قبل فريق واشنطن ويزاردز خلال الدرافت. بلغ طوله 6 قدم 11 بوصة (2.1 م). اعتزل اللعب في 1990.

## المسيرة الاحترافية
لعب مع كليفلاند كافالييرز من سنة 1984 إلى 1987، ثم لعب مع يوتا جاز في موسم 1987–1988، ثم لعب مع نادي سرقسطة لكرة السلة في الدوري الإسباني في موسم 1988–1989، ثم لعب مع واشنطن ويزاردز في موسم 1989–1990.

## روابط خارجية
- ملفين توربين على موقع إن بي أي (الإنجليزية)
- ملفين توربين على موقع سبورتس رفرنس (الإنجليزية)
- ملفين توربين على موقع الدوري الإسباني لكرة السلة (الإسبانية)
- ملفين توربين على موقع كلية كرة السلة في سبورتس رفرنس.كوم (الإنجليزية)
- ملفين توربين على موقع ريلجم (الإنجليزية)
- ملفين توربين على موقع بروبوليرز (الإنجليزية)
- ملفين توربين على موقع سبورتس رفرنس (الإنجليزية)